# Фонтан Діоскурів
Фонтан Діоскурів (італ. Fontana dei Dioscuri) — фонтан на Квіринальській площі в стародавній частині Рима, розташований перед Квіринальським палацом, офіційною резиденцією президента Італії.
Початкова композиція фонтану з виглядом на Порта Піа була побудована у 1585 році за замовленням папи Сікста V. Тоді статуї Діоскурів, Кастора і Поллукса, були перенесені з терм Костянтина і додані в архітектурний ансамбль фонтану. В кінці 1780-х рр. за наказом папи Пія VI площа була перебудована, а Фонтан Діоскурів перенесений на сучасне місце. Тоді ж фонтан був доповнений обеліском, перенесеним з  Марсового поля. У 1818 році папа Пій VII  замовив добудову гранітного басейну фонтану, створену архітектором Раффаеле Штерном. Саме  ця форма фонтану і збереглася до наших днів.